# 梅村喬
梅村 喬（うめむら たかし、1945年12月 - ）は、日本史学者、大阪大学名誉教授。元歴史科学協議会代表理事。
愛知県生まれ。1969年名古屋大学文学部史学科卒業。1974年同大学院文学研究科博士課程満期退学。名古屋大学文学部助手、愛知県立大学文学部講師、助教授、教授。1999年大阪大学大学院文学研究科教授。2009年定年退官。1990年「日本古代財政組織の研究」で文学博士（名古屋大学）。

## 著書
- 『日本古代財政組織の研究』吉川弘文館 1989
- 『日本古代社会経済史論考』塙書房 2006
- 『「職」成立過程の研究 官職制の外縁』校倉書房 歴史科学叢書 2011
- 『尾張国郡司百姓等解文の時代』塙書房 2020

### 編著
- 『日本古代史新講』神野清一共編著 梓出版社 1994
- 『古代王権と交流 4 伊勢湾と古代の東海』編 名著出版 1996

## 論文
- <梅村喬